# Zutswa
Zutswa is een dorp in het district Kgalagadi in Botswana. De plaats telt 469 inwoners (2011).